# Богдан Журатоні
Богдан Журатоні (рум. Bogdan Juratoni; 17 липня 1990, Дева) — румунський боксер середньої ваги, призер чемпіонатів світу і Європи серед аматорів.

## Аматорська кар'єра
На чемпіонаті Європи 2011 Богдан Журатоні програв у другому бою.
На чемпіонаті світу 2011 став бронзовим призером.
- В 1/32 фіналу переміг Матея Дуїча (Хорватія) — 28-11
- В 1/16 фіналу переміг Тібора Варгу (Словаччина) — RSC 1
- В 1/8 фіналу переміг Еміліо Корреа (Куба) — 26-24
- У чвертьфіналі переміг Андраніка Акопяна (Вірменія) — 21-17
- У півфіналі програв Євгену Хитрову (Україна) — TKO2

На Олімпійських іграх 2012 програв у першому бою Аббосу Атоєву (Узбекистан) — 10-12.
На чемпіонаті Європи 2013 завоював срібну медаль.
- В 1/8 фіналу переміг Астона Браун (Шотландія) — 3-0
- У чвертьфіналі переміг Віталія Бондаренка (Білорусь) — 3-0
- У півфіналі переміг Золтана Харча (Угорщина) — TKO2
- У фіналі програв Джейсону Квіглі (Ірландія) — 1-2

На чемпіонаті світу 2013 переміг двох суперників, а у чвертьфіналі програв Жанібеку Алімханули (Казахстан).
Не зумів кваліфікуватися на Олімпійські ігри 2016.
На чемпіонаті Європи 2017 стартував у напівважкій вазі і програв у першому бою.